# Bobby Kolade
Bobby Kolade (geb. 1987 im Sudan) ist ein deutsch-nigerianischer Modedesigner, der mit seinem in Kampala ansässigen Label Buzigahill internationale Bekanntheit für das Upcycling gebrauchter Kleidung erlangt hat.

## Leben
Kolade wurde 1987 im Sudan als Sohn eines deutschen Vaters und einer nigerianischen Mutter geboren. Er verbrachte seine Kindheit im ugandischen Kampala und zog als Jugendlicher nach Berlin.
An der Kunsthochschule Berlin-Weißensee studierte er zunächst Kommunikationsdesign, wechselte dann aber zum Fach Modedesign. Zwischen 2010 und 2012 absolvierte er Praktika bei Maison Martin Margiela und Balenciaga in Paris. Seine Abschlusskollektion Things Fall Apart wurde 2013 mit dem Start-Your-Fashion-Business-Award des Berliner Senats ausgezeichnet, was ihm eine Fördersumme von 25.000 Euro einbrachte. Der Preis gilt als Deutschlands wichtigster Modepreis für junge Designer.
Daraufhin gründete er ein gleichnamiges Label und präsentierte 2015 seine dritte Kollektion im Rahmen der Berlin Fashion Week in der Halle des Clubs Berghain. Zu dieser Zeit wurde er als Shootingstar gefeiert. Im selben Jahr zählte er zu den Finalisten des International Woolmark Prize. Nach rund dreizehn Jahren in der europäischen Modewelt kehrte Kolade 2018 nach Kampala zurück, um dort ein neues Kapitel seiner Karriere zu beginnen.

## Wirken
Am 27. April 2022 lancierte Kolade in Kampala das Label Buzigahill mit dem erklärten Ziel, Ugandas Textilindustrie an die Blütezeit der frühen 1970er-Jahre heranzuführen. Die Erstkollektion Return to Sender besteht ausschließlich aus in Uganda erworbenen gebrauchten Textilien, die in Einzelstücke umgearbeitet und anschließend in die Herkunftsländer der Ware exportiert werden. Jedes der rund 250 Unikate trägt einen „Passport Label“, der Herkunftsland und Materialquelle dokumentiert. Das Design entsteht reaktiv: Der Inhalt der Kleiderballen bestimmt Schnitte, Farben und Patchwork-Muster, was Kolade als befreiend und spielerisch beschreibt. Gefertigt wird in einem Studio in Kampala, in dem ein sechsköpfiges Team die Kleidungsstücke wäscht, zerschneidet und neu zusammensetzt. Der Vertrieb erfolgt über einen selbst finanzierten Online-Direktvertrieb, während die Kernmärkte in den Vereinigten Staaten, dem Vereinigten Königreich, Deutschland, Kanada und Südkorea liegen.
Mit der Non-Profit-Organisation Aiduke Clothing Research fördert Kolade zugleich den ugandischen Modenachwuchs und plant den Aufbau kleiner, spezialisierter Fabriken im Land innerhalb eines Zehn-Jahres-Plans. Langfristig sieht er in der Verbindung von Buzigahill und Aiduke das Potenzial zur Schaffung von rund 1000 Arbeitsplätzen in der ugandischen Kreislaufwirtschaft.
Seine Kritik am globalen Altkleiderhandel thematisiert Kolade unter anderem im Podcast Vintage or Violence, den er gemeinsam mit der Filmemacherin Nikissi Serumaga moderiert. 2023 sprach er sich angesichts der von Präsident Yoweri Museveni angekündigten Importverbote gegen eine unvorbereitete Total-Blockade gebrauchter Ware aus und forderte stattdessen regionale Lieferketten aus Naturfasern. Neue Kollektionen verknüpfen Mode und Aktivismus, etwa indem sie die Arbeitskleidung von Sicherheitskräften, Baumpflegern und Landwirten aus Kampala in moderne Designs übersetzen. Die Verschmelzung von Mode und Aktivismus lenkte das Interesse der internationalen Medien auf Kolade. Der Spiegel attestierte ihm 2025, dass er die „Modewelt auf den Kopf“ stelle.